# Caçadors d'ombres: Ciutat d'ossos
Caçadors d'ombres: Ciutat d'ossos (títol original en anglès, The Mortal Instruments: City of Bones) és una pel·lícula alemanya-canadenca del 2013 basada en el primer llibre de la sèrie Caçadors d'ombres de Cassandra Clare. La història està situada a la ciutat de Nova York i és dirigida per Harald Zwart i protagonitzada per Lily Collins i Jamie Campbell Bower. La seva estrena va tenir lloc el 21 d'agost de 2013.

## Argument
Clary Fray (Lily Collins) és una típica adolescent de Brooklyn que una nit veu com enmig d'una discoteca, un noi ple de tatuatges mata un "atractiu noi de cabells blaus". Escandalitzada, crida per demanar ajuda en el local però, s'adona que ningú més els ha vist. A partir d'aquest moment, coneix en Jace i els seus amics, àngels guerrers que lluiten contra els dimonis, i, quan rapten a la seva mare, descobreix que aquest món es troba en els seus gens.

## Repartiment
| Intèrpret            | Personatge  |
| -------------------- | ----------- |
| Jamie Campbell Bower | Jace        |
| Lily Collins         | Clary       |
| Kevin Zegers         | Alec        |
| Jemima West          | Isabelle    |
| Kevin Durand         | Pangborn    |
| Robert Sheehan       | Simon       |
| Robert Maillet       | Blackwell   |
| Godfrey Gao          | Magnus Bane |
| Lena Headey          | Jocelyn     |
| Jonathan Rhys-Meyers | Valentine   |

## Producció

### Preproducció
Durant les negociacions per produir la pel·lícula, la seva autora Cassandra Clare va tenir dificultats en trobar un estudi cinematogràfic que volgués fer la cinta amb una protagonista femenina. Els estudis li recomanaven canviar el paper principal per un noi, però ella s'hi va negar.
El 9 de desembre de 2010 es va anunciar que Lily Collins havia estat escollida pel rol principal de Clary Fray.
Alex Pettyfer va ser la primera opció pel paper de Jace, però se'n va desmarcar. Alexander Ludwig, Ed Speleers i Leebo Freeman també van fer proves per participar-hi però, al final, el paper va anar a Jamie Campbell Bower. Xavier Samuel, Nico Tortorella, Max Irons, i Douglas Booth, també havie estat considerats.

### Rodatge
El rodatge de la cinta va tenir lloc entre el 20 d'agost i el 7 de novembre de 2012 a Toronto, Hamilton (Ontario) i Nova York.